# Вулиця Федьковича (Рівне)
Вулиця Федьковича — одна з вулиць міста Рівне в мікрорайоні Ювілейний, названа на честь українського громадського діяча, письменника-романтика Юрія Федьковича.
Вулиця Федьковича починається від вулиці Ньютона та пролягає на захід, до перетину із вулицею Гурія Бухала. Після перетину вулиця Федьковича переходить у вулицю Ювілейну.
На вулиці розташовані приватні будинки, а також баскетбольний майданчик.

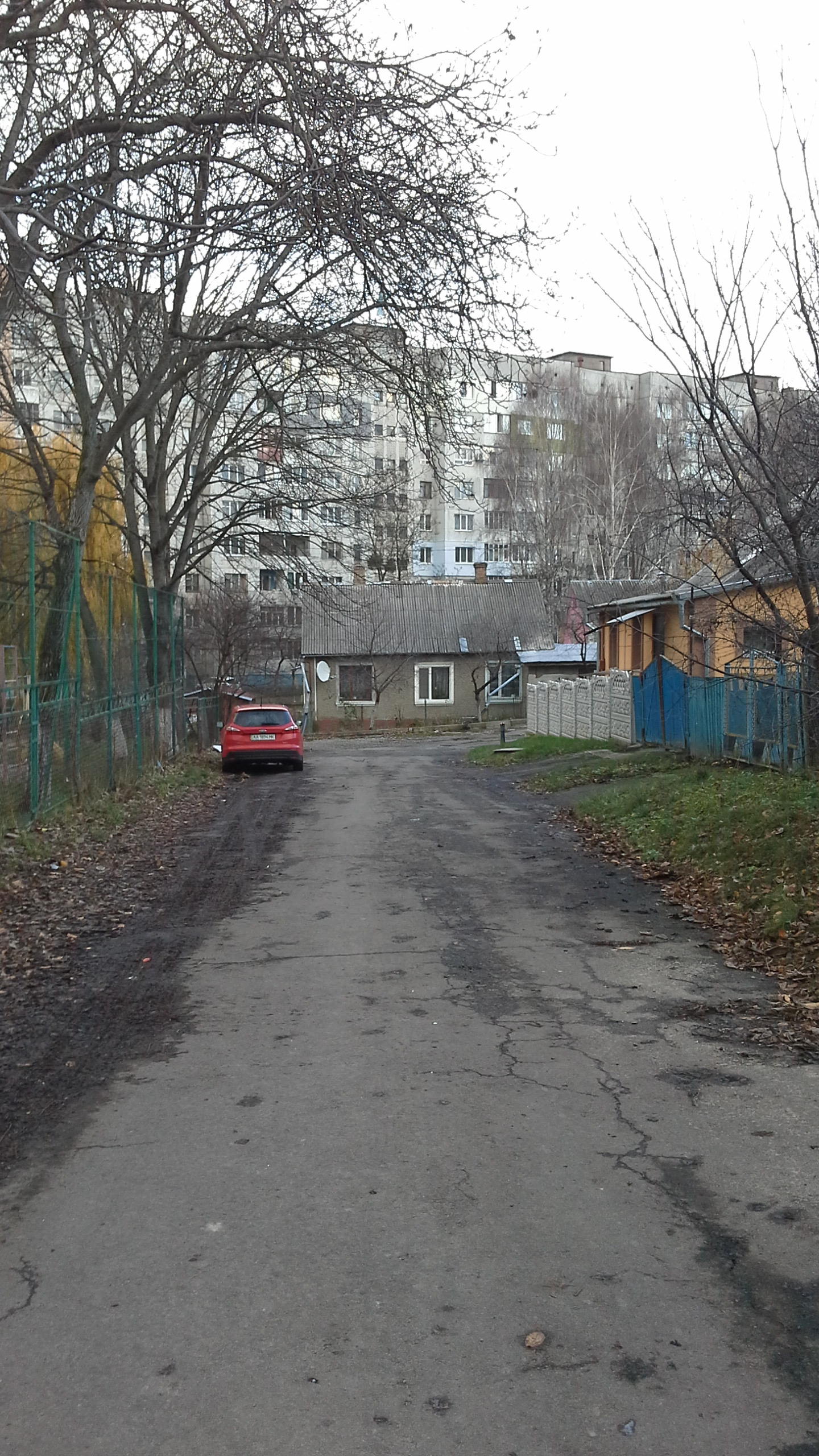
Краєвид на початку вулиці Федьковича
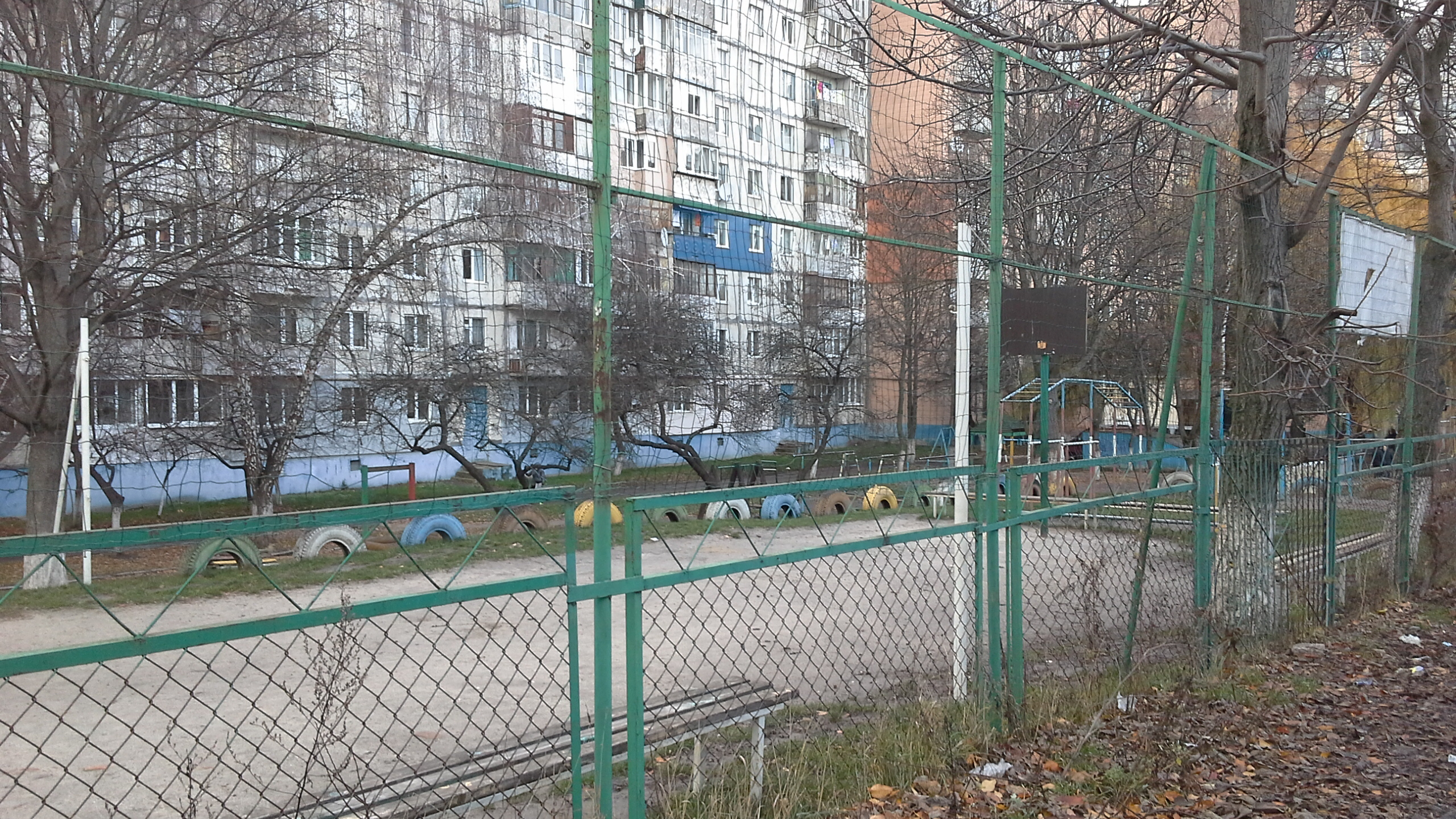
Баскетбольний майданчик